# Далекосъобщения
Далекосъобщенията, наричани също телекомуникации или електронни съобщения, са преносът, излъчването и  предаването с цел комуникация и в интернет обмен на информация чрез използването на сигнали, текстови и семиотични знаци, думи, изречения, текстове, семантично самостоятелни съобщения, също така образи и звуци, или информация от различен тип чрез жична, кабелна, радио, сателитна, оптична или базирана на електромагнетизъм система.
Далекосъобщенията са отрасъл на икономиката, част от сектора за създаване и разпространение на съобщения, информация и творчески произведения,  продукти, и далекосъобщения, включващ преноса на СМС съобщения и  информация – телефония, интернет, радио и телевизионни програми и други – чрез кабелни и безжични мрежи и пряко свързаните с това дейности, като изграждането, поддръжката и експлоатацията.

## История

### Античност
В по-ранните години от човешката история далекосъобщенията се състоят в употребата на визуални (като дим, оптични телеграфи, сигнални флагове, оптически хелиографи) или аудио (звукови) сигнали и съобщения чрез кодирано биене на барабани, хорни или силни изсвирвания.

### Телефон и телеграф
Руският изобретател Павел Шилинг през 1832 г. в Петербург създава първия в историята телеграфен апарат. Линията е прекарана между Зимния дворец и зданието на Министерството на съобщенията. Първият електрически телеграф е патентован през 1837 г. от Уилям Фотергил Кук. На 24 май 1844 г. Самюъл Ф. Б. Морз предава първото електрическо съобщение „Какво е направил Бог?“. Няколко десетилетия по-късно освен писменост, по електрически път започва да се предава и говор. През 1870 година, назависимо един от друг в разлика от няколко часа, Александър Бел и Илайша Грей патентоват телефона като устройство, преобразуващо звук в електрически сигнал. След 1880 година предаването на телефонни сигнали започва да се осъществява на разстояния над километър.

## Типове
Телекомуникациите могат да се разделят по два основни признака:
- Преносна среда
  - Наземна (оптичен кабел, меден кабел, коаксиален кабел)
  - Безжична (радио, ефирна телевизия, безжични мрежи)

- Телекомуникационна услуга
  - Пренос на глас (радио, телефония)
  - Пренос на образ (телевизия, видеоконференция)
  - Пренос на данни (достъп до споделени ресурси)
  - Комбинирана

## Елементи
Основните елементи за осъществяване на телекомуникация са:
- Предавател
- Преносна среда и телекомуникационна мрежа
- Приемник

В условията на телекомуникация, предавателят и приемникът са едно устройство, но работещо в два или повече честотни канала (честота на приемане и честота на предаване).
Необходимо уточнение е, че в зависимост от посоката на предаване, преносната среда може да е различна.

## Вид на предаването
Според броя на приемниците се прави следното разграничение на видовете свързване:
- точка към точка (един предавател – един приемник (на английски: point-to-point))
  - пример: телефонен разговор
- точка към много точки (един предавател – точно определен брой приемници (на английски: point-to-multipoint)). Това е мрежова топология с отделни потребителски линии и междинен пасивен възел, където тези линии се обединяват върху споделена линия.[9][10]
  - пример: конферентен разговор
- радиоразпръскване (един предавател – неопределен брой приемници (на английски: broadcast))
  - пример: незащитено радиопредаване (всеки може да приема)

## Трънкинг
Когато става дума за споделяне на общ комуникационен ресурс, се използва понятието трънкинг – процес на избиране на един свободен комуникационен път от много възможни. Резултатът е увеличаване на капацитета на двупосочната (дуплексна) система, която организира потребителите по подходящ начин.

## Доставчици
Основни доставчици на телекомуникационни услуги са:
- Фиксирани оператори (телефонен пост, селекция и преселекция)
- Мобилни оператори
- Интернет доставчици
- Кабелни телевизии
- Съкращения в телекомуникациите

## В България
В края на XX век в България се използва терминът „далекосъобщения“, но от 2007 г. е в сила Закон за електронните съобщения, който урежда обществените отношения, свързани с „пренасяне, излъчване, предаване и приемане на знаци, сигнали, писмен текст, изображения, звук или съобщения от всякакъв вид чрез проводник, радиовълни, оптична или друга електромагнитна среда“.